# ماتياس كورال
ماتياس كورال (بالإسبانية: Matías Corral)‏ هو لاعب اتحاد الرغبي أرجنتيني، ولد في 10 أغسطس 1968 في بوينس آيرس في الأرجنتين.

## وصلات خارجية
- ماتياس كورال عل موقع إسبنسكروم (الإنجليزية)